# Potsjajna (metrostation)
Potsjajna (Oekraïens: Почайна, ⓘ) is een station van de metro van Kiev. Het station maakt deel uit van de Obolonsko-Teremkivska-lijn en werd geopend op 5 november 1980. Tot 2018 heette het station Petrivka (Oekraïens: Петрівка). 
Het metrostation bevindt zich in een industriegebied in het noorden van Kiev, nabij het spoorwegstation Kyjiv-Potsjajna, waar kan worden overgestapt op treinen van het voorstadsnet. Zijn naam dankt station Petrivka aan de gelijknamige wijk waarin het gelegen is.
Het station is ondiep gelegen en beschikt over een perronhal met zuilengalerijen. De wanden langs de sporen zijn bekleed met geel marmer en versierd met twee abstracte reliëfs. Boven een van de toegangen tot het perron is een kleurrijk mozaïek aangebracht. Het station heeft een stationhal aan beide uiteinden; de noordelijke hal is verbonden met een voetgangerstunnel onder de Toelska plosjtsja (Toelaplein), de zuidelijke uitgang leidt naar het spoorwegstation.